# Abelharuco-verde-asiático
O abelharuco-verde-ásiático (Merops orientalis) é uma espécie de ave da família Meropidae.
É residente, mas propenso a movimentos sazonais e encontra-se amplamente distribuído na Ásia, desde o litoral sul do Irão, para leste através do subcontinente indiano até ao Vietname.

## Taxomomia
O abelharuco-verde-africano (M. viridissimus, incluindo as suas subespécies M. v. viridissimus, M. v. cleopatra e M. v. flavoviridis) e o abelharuco-verde-árabe (M. cyanophrys, incluindo as subespécies M. c. cyanophrys e M. c. muscatensis) foram anteriormente considerados como pertencendo à presente espécie, mas foram separados como espécies distintas pelo IOC em 2021.